# Корнилов, Александр Дмитриевич
Александр Дмитриевич Корнилов (26 августа 1899 года, Астрахань — не ранее 1946) — советский военный деятель, полковник (1939 год).

## Начальная биография
Александр Дмитриевич Корнилов родился 26 августа 1899 года в Астрахани.
С 1912 года работал на рыбных заводах, а с 1917 года — на лесопильном заводе Макарова в Астрахани.

## Военная служба

### Гражданская война
В период с 12 по 25 января 1918 года рядовым в составе красногвардейского отряда участвовал в боевых действиях против белоказаков.
4 июня 1919 года Корнилов призван в ряды РККА и направлен в 1-й Астраханский трудовой полк. С августа того же года учился в полковой школе 5-го стрелкового полка, дислоцированного в Кузнецке (Саратовская губерния), а в марте 1920 года направлен на учёбу на 8-е Астраханские командные курсы, после окончания которых в ноябре 1921 года на этих же курсах назначен на должность командира взвода.

### Межвоенное время
В марте 1922 года назначен на должность командира взвода в составе 379-го стрелкового полка (107-я стрелковая бригада, Петроградский военный округ), дислоцированного в Тихвине, а в июле того же года — на эту же должность в 1-м Петроградском пограничном полку.
В марте 1923 года направлен на учёбу на повторные курсы при Высшей пограничной школе ОГПУ в Москве, после окончания которых в октябре того же года назначен на должность начальника заставы Кексгольмского погранотряда, в январе 1924 года — на должность помощника коменданта Петрозаводского погранотряда, в октябре 1925 года — на должность командира роты в 1-й пограничной школе войск ОГПУ в Ленинграде, в марте 1927 года — на должность начальника маневренной группы и инструктора боевой подготовки 4-го погранотряда, дислоцированного в Себеже, а в мае 1929 года — на должность командира дивизиона в составе 3-го полка войск ОГПУ в Ленинграде.
В 1930 году Корнилов сдал экстерном экзамен за Ленинградское пехотное училище и в августе того же года назначен на должность заместителя командира батальона, а в октябре 1931 года — на должность заместителя начальника курсов усовершенствования при Центральной школе ОГПУ в Москве.
В июне 1933 года направлен в Петергофскую пограничную школу НКВД имени К. Е. Ворошилова, где назначен на должность командира дивизиона курсов переподготовки начсостава НКВД, в ноябре 1934 года — на должность старшего руководителя тактики и топографии, а в марте 1937 года — на должность заместителя начальника штаба этой же школы.
В 1938 году окончил вечерний факультет Военной академии имени М. В. Фрунзе и 26 марта того же года назначен на должность командира 181-го полка внутренних войск НКВД, дислоцированного в Сталинграде, а в июне 1939 года — на должность начальника штаба 21-й бригады войск НКВД по охране особо важных предприятий промышленности в Ленинграде.

### Великая Отечественная война
В июле 1941 года назначен на должность заместителя начальника 4-го отдела Управления НКВД по Ленинградской области, а 29 ноября — на должность командира 189-й стрелковой дивизии, ведшей оборонительные боевые действия на Пулковских высотах. 6 июля 1943 года полковник А. Д. Корнилов освобождён от занимаемой должности и направлен на учёбу на ускоренный курс при Высшей военной академии имени К. Е. Ворошилова, после окончания которого в ноябре направлен на Ленинградский фронт, где с декабря того же года временно командовал 72-й стрелковой дивизией (42-я армия), однако с января 1944 года находился на лечение в госпитале.
После выздоровления 7 мая 1944 года назначен на должность командира 80-й стрелковой дивизии, находившейся в г. Сланцы на пополнении, а в начале июля передислоцированной в район Выборга, где выполняла задачи по обороне побережья Выборгского залива.
С 21 сентября 1944 года находился в распоряжении Главного управления кадров НКО, а затем направлен на 2-й Прибалтийский фронт, где 17 ноября назначен на должность командира 28-й стрелковой дивизии, которая принимала участие в боевых действиях по ликвидации Курляндской группировки противника.
В апреле 1945 года дивизия была передислоцирована в район Бухареста и вскоре была включена в состав Одесского военного округа.

### Послевоенная карьера
После окончания войны находился на прежней должности.
Полковник Александр Дмитриевич Корнилов 23 октября 1945 года назначен на должность командира 93-й гвардейской стрелковой дивизии, однако 22 февраля 1946 года снят с занимаемой должности и 10 июня того же года вышел в запас.

## Награды
- Орден Ленина (21.02.1945);
- Два ордена Красного Знамени (10.02.1943, 03.11.1944);
- Медали;
- Боевое оружие.